# 塞莫拉 (北卡羅萊納州)
塞莫拉（英語：Semora）是位於美國北卡羅萊納州卡斯韋爾縣及珀森縣的非建制地區。

## 歷史
塞莫拉的郵局自1877年營運至今。

## 地理
塞莫拉所處的海拔為高於海平面181米（即594英呎），而該地所採用的時區為UTC-5，即北美东部时区（EST）。同時該地設有夏令時間，為UTC-5調快一小時，即UTC-4（EDT）。